# Catedral de Mallorca
La catedral de Mallorca, dita també Seu de Mallorca (popularment la Seu), és la seu episcopal de la diòcesi de Mallorca, i està situada a la ciutat de Palma. És d'estil gòtic català, fou construïda entre els segles xiii i xvi i és famosa per la seva rosassa i pel gran espai interior comparat amb la mola exterior. El seu tret principal, però, és la seva situació, a l'acròpoli de la ciutat romana de Palma, davant la mar, amb la muralla als peus i entre el castell de l'Almudaina i el palau episcopal. L'any 1931 la seu fou declarada monument historicoartístic.
En la localització dalt d'un cingle, en els contraforts paral·lelepipèdics amb boterells i en la proporció entre l'alçada de la nau principal i les laterals s'hi assembla la seu de Manresa. La grandària de l'espai interior és semblant a la de Santa Maria del Mar i procedeix de la reforma introduïda després de la reincorporació del Regne de Mallorca a la Corona d'Aragó. Les semblances amb aquests dos edificis no poden venir d'un arquitecte comú, perquè no hi ha constància documental en els llibres de Fàbrica de la seu de Mallorca de l'arquitecte de Santa Maria del Mar, Berenguer de Montagut. El conjunt fa 120 m de llargària, 40 m d'amplària i 43,95 m d'alçària, i té una superfície de 6.600 m².

## Història

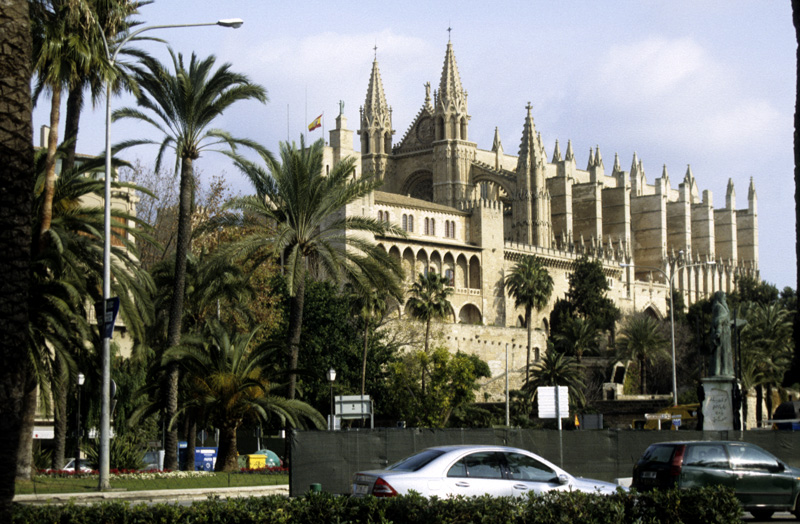
La Seu de Palma

La conquesta de l'illa en poder dels musulmans per part de Jaume I el 1229, va fer entre altres coses, que es restablís la diòcesi de Mallorca (Maioricensis) encara que el nou bisbe Raimon de Torrelles no va ser nomenat fins al 1237. Durant aquestes dates de 1230 fins a 1256 es van fer obres i consagracions parcials ja sota el mandat del bisbe Pere de Morella el 1269 i el 1271. Tot això es va construir on abans hi havia una mesquita, que s'anava enderrocant a mesura que avançava la construcció de la catedral i que desaparegué l'any 1386. La construcció de la catedral començà a la darreria del segle xiii i durà tres segles i mig. L'obra començà per la capella de la Trinitat, a l'est. El seu primer arquitecte degué ser Ponç des Coll. Després el succeí Jaume Fabre, arquitecte també de l'església de Sant Domingo de Palma i de la seu de Barcelona. L'element següent, l'actual capella Reial, es construí entre 1314 i 1327, després d'haver eixamplat cap a la mar la plaça del Mirador. A mitjan segle xiv continuà l'obra amb l'eixamplament amb tres naus, moment en el qual degué intervenir Berenguer de Montagut.
Sobre l'origen de la construcció de les naus laterals, amb els seus absis, i de la central, hi ha tres teories. Segons una, que ja ningú no defensa, la catedral així com la coneixem actualment obeeix a un pla inicial. Una altra teoria, que es basa en indicis constructius, afirma que la seu originalment havia de tenir sols una nau de l'amplada de la capella Reial i que aquesta, doncs, havia de continuar fins al campanar amb la mateixa alçada i estructura que aquesta, segurament amb capelles laterals no sabem de quina forma, i que a mitjan segle xiv es va decidir passar a un pla de tres naus, en un cas contrari al de la catedral de Sant Joan Baptista de Perpinyà i al de la seu de Girona. La darrera teoria, també per indicis constructius, parteix del canvi a un pla de tres naus de devers 1330, però totes molt més baixes que les actuals, a l'estil de la seu de Barcelona i amb poca diferència entre la major i les laterals, com a la seu esmentada i a Santa Maria del Mar, i que a mitjan segle xiv es decidí elevar totes les naus i fer la central encara més alta (Marcel Durliat). Es tractava d'un canvi de pla relacionat amb la reincorporació del Regne de Mallorca a la Corona d'Aragó (1343), com també l'aturada de les obres de Sant Joan el Nou de Perpinyà que tingué com a conseqüència el canvi de pla.

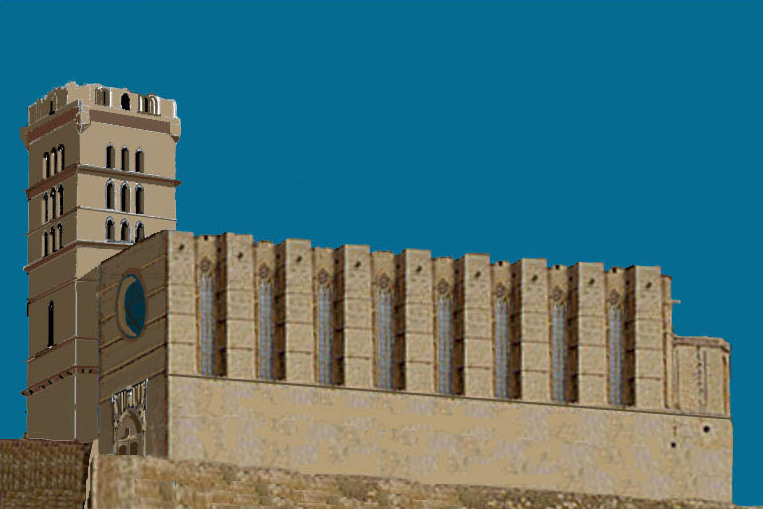
Reconstrucció hipotètica de la seu de Mallorca segons el pla inicial d'una nau de la primeria del (Antoni I. Alomar).

Gabriel Alomar opina que els tres absis de la catedral de Sant Joan el Nou de Perpinyà segueixen el model de la catedral de Mallorca. Tanmateix, la primera pedra de Sant Joan es posà el 1324, quan a Mallorca no s'havia produït el canvi de pla, perquè aquest s'esdevingué devers 1330, ni s'havia acabat la capella Reial, cosa que s'esdevingué el 1327.
Segons Marcel Durliat, el 1368 els arquitectes eren Jaume Mates i Llorenç Sosquela. Alexandre Cirici i Pellicer i Agustí Duran i Sampere, però, defensen que l'arquitecte del canvi de planta de Mallorca fou Berenguer de Montagut, ja que l'argument de suposar que l'arquitecte era Jaume Mates era degut al fet que aquest arquitecte comprava la pedra per a l'obra a les pedreres de Santanyí. Entre 1389 i 1397 dirigí les obres Guillem Oliveres, mentre Pere Morei, Jean de Valenciennes, Henry l'Alemany i Guillem Sagrera esculpien el portal del Mirador. S'acabà la volta de la nau lateral del nord del costat del campanar el 1430. En un segle s'havia construït mitja catedral. El 1498 es va construir el portal de l'Almoina. Entre 1592 i 1601 Miquel Verger va construir el portal major. El 1601 es va consagrar l'edifici.
L'estretor de les columnes en comparació amb la llum dels arcs ha tingut com a inconvenient l'esfondrament de les voltes unes quantes vegades des del segle xvii i durant el segle xviii.
La façana original acabada al 1640 estava dividida per quatre torretes octogonals (com els pilars de l'interior, les torres de Llotja i les de la façana de Sant Nicolau), dues de laterals i dues de centrals, aquestes alineades amb els pilars de les naus. Els panys laterals s'elevaven més amunt que la rosassa central i rm aquests panys hi havia, de baix a dalt, un portal, una rosassa menor i una finestra al buit més amunt que la nau lateral, a través de la qual es veien els arcbotants. El pany central tenia un cos superior, rectangular, més amunt que els panys laterals i que la volta central, que contenia, de baix a dalt, el portal major, la rosassa actual i, damunt la volta central, una finestra redona al buit. Totes les torretes acabaven amb una piràmide octogonal i un pom metàl·lic. Els quatre panys horitzontalment eren dividits per una línia d'imposta, més amunt la del pany central, i acabaven amb una galeria de finestres al buit i merlets de graons, imitant la Llotja de Mallorca de Guillem Sagrera.

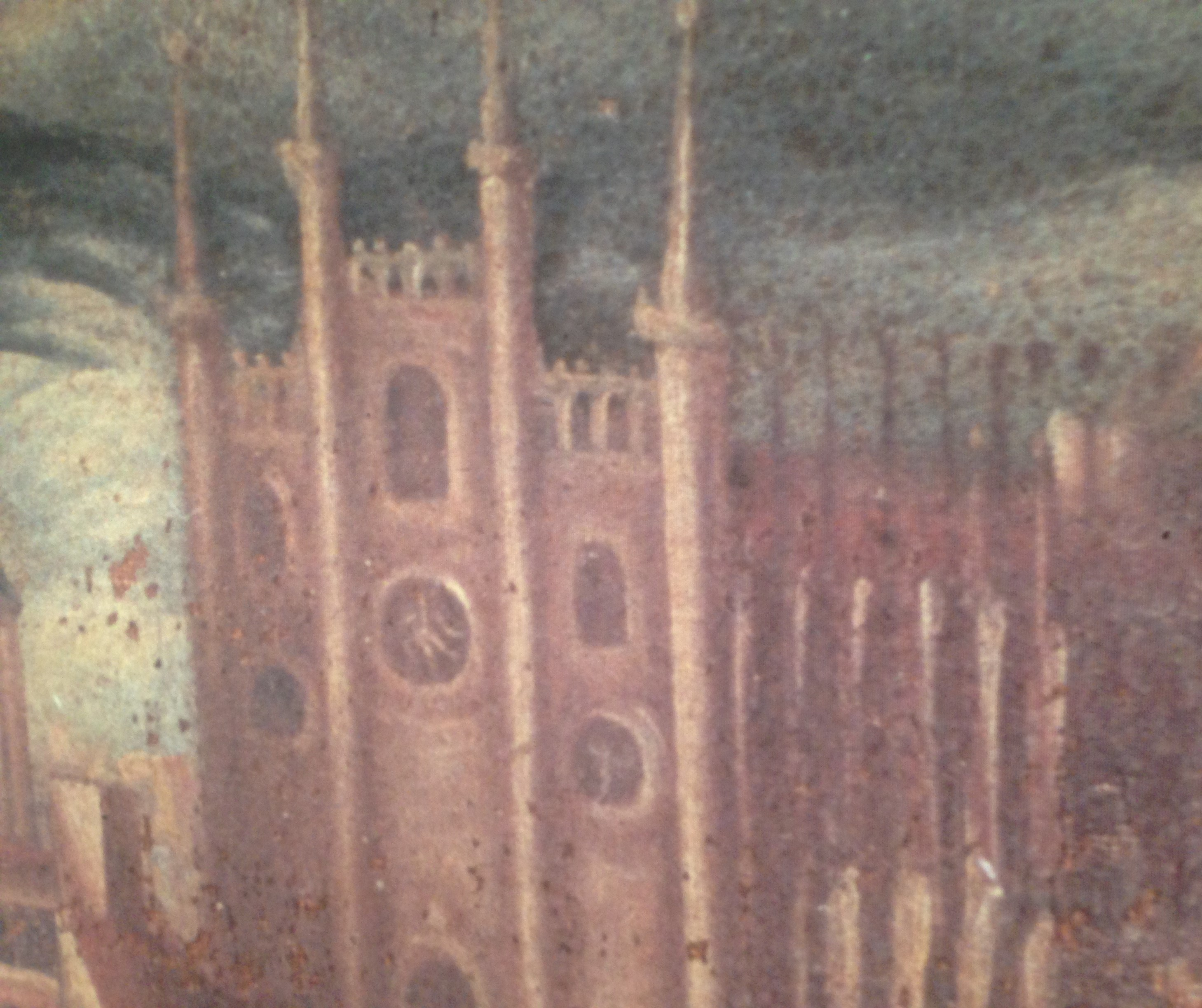
Façana original de la seu de Mallorca (Miquel Bestard, c. 1620).

### Primera reforma de la façana principal
A la darreria del segle XVII la façana havia començat a perdre la vertical i es llevaren les galeries superiors de finestres, el cos de més amunt de la volta de la nau central amb la part corresponent de les torretes centrals, i es taparen els portals laterals de la façana i també les rosasses d'aquesta façana que donaven a les naus laterals.

### Reforma d'Antoni Gaudí
La reforma d'Antoni Gaudí i Cornet (1904-1914), feta en temps del bisbe Pere Joan Campins fou criticada sobretot per la destrucció d'alguns elements com el corredor dels ciris mudèjar.
| Secció longitudinal de la seu de Palma, abans de la reforma de Gaudí | Secció transversal de la catedral de Mallorca abans de la reforma d'Antoni Gaudí                                                                                         |
| Secció longitudinal de la seu de Palma, abans de la reforma de Gaudí (noteu els finestrals tapats, la posició del cor i la primera façana) (Arxiduc Lluís Salvador, Die Balearen). | Secció transversal de la catedral de Mallorca abans de la reforma d'Antoni Gaudí, sense els finestrals de capella de la Trinitat (Arxiduc Lluís Salvador, Die Balearen). |

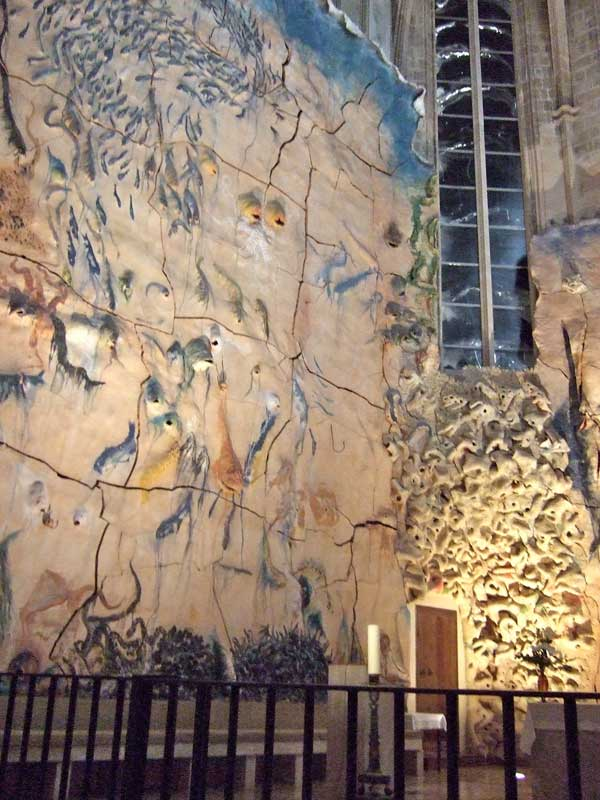
Retaule ceràmic de la capella del Santíssim

Eliminà el retaule barroc de la capella Reial que tapava la capella de la Trinitat i el retaule gòtic i començà a obrir els finestrals i les rosasses. Gaudí avançà l'altar major fins davall la primera volta del presbiteri i mudà el cadirat del cor, obra de Felip Fulló, des del cor renaixentista, al mig de la nau central, fins als murs laterals de la capella Reial. Entre la capella Reial i la primera columna construí unes tribunes amb els elements del cor i del presbiteri, i col·locà les trones a continuació de les columnes esmentades. Són obra de Gaudí, també, la decoració de ceràmica amb els escuts d'armes dels bisbes de Mallorca, posats al mur que hi ha a cada costat de la càtedra episcopal, i damunt el siti els textos del Pontifical Romà amb lletra de ferro forjat daurat. I també són de l'arquitecte català, la reixa que tanca l'absis principal –amb l'escut de la ciutat descompost en els seus dos elements–, els lampadaris de les columnes –popularment, les trobigueres–, la maqueta del baldaquí –penjada amb cables i amb una il·luminació elèctrica interior que havia de ser provisional–, el tornaveu de la cantoria o trona major –ara desaparegut–, i el disseny dels símbols de la basílica (tintinàbul i conopeu) i altres elements.
Col·laboraren amb Gaudí, Joan Rubió i Bellver, Josep Maria Jujol, Guillem Reynés Font i Joaquim Torres-Garcia. Josep M. Jujol començà a policromar el cadirat i el mur posterior amb una representació de l'univers basada en esquitxos de pintura. Aquesta intervenció s'interrompé tot just començada per l'oposició que provocà, però la part feta encara és visible. Durant el 2010 es va restaurar el conjunt de 170 metres quadrats de murals ceràmics.

### Reforma de Miquel Barceló
La capella de Sant Pere (dita també del Santíssim) fou renovada per Miquel Barceló durant cinc anys (2001-2006) i ha esdevingut un nou atractiu turístic. L'obra de Barceló representa l'eucaristia a través la multiplicació dels pans i els peixos, la qual li permet mostrar la fauna marina, i les noces de Canà al voltant de Crist ressuscitat.
El cobriment de les parets de la part inferior de la capella fet de ceràmica pintada té una superfície de 300 metres quadrats i s'elaborà al taller del ceramista Vincenzo Santoriello, a Vietri sul Mare, prop de Nàpols. Barceló també és l'autor del mobiliari litúrgic: l'altar, l'ambó, la cadira presidencial i dos pedrissos. Tant la destrucció de la capella anterior com el nou disseny, sobretot la representació de Crist, fou motiu d'una forta polèmica. També foren objecte de discussió la foscor dels vitralls, de 12 metres d'alçada, pintats amb grisalla per recrear la llum submarina, i els honoraris de l'artista. Els principals defensors de la nova capella foren el bisbe Teodor Úbeda i Gramage i el canonge liturgista Pere Llabrés i Martorell i la reforma fou duta a terme per la Fundació Art a la Seu, amb el finançament de diverses institucions públiques i entitats privades. A hores d'ara l'anterior reixa artística de la capella resta desmuntada a la reixa del portal del Mirador exposada des de fa anys al temps.

## Interior

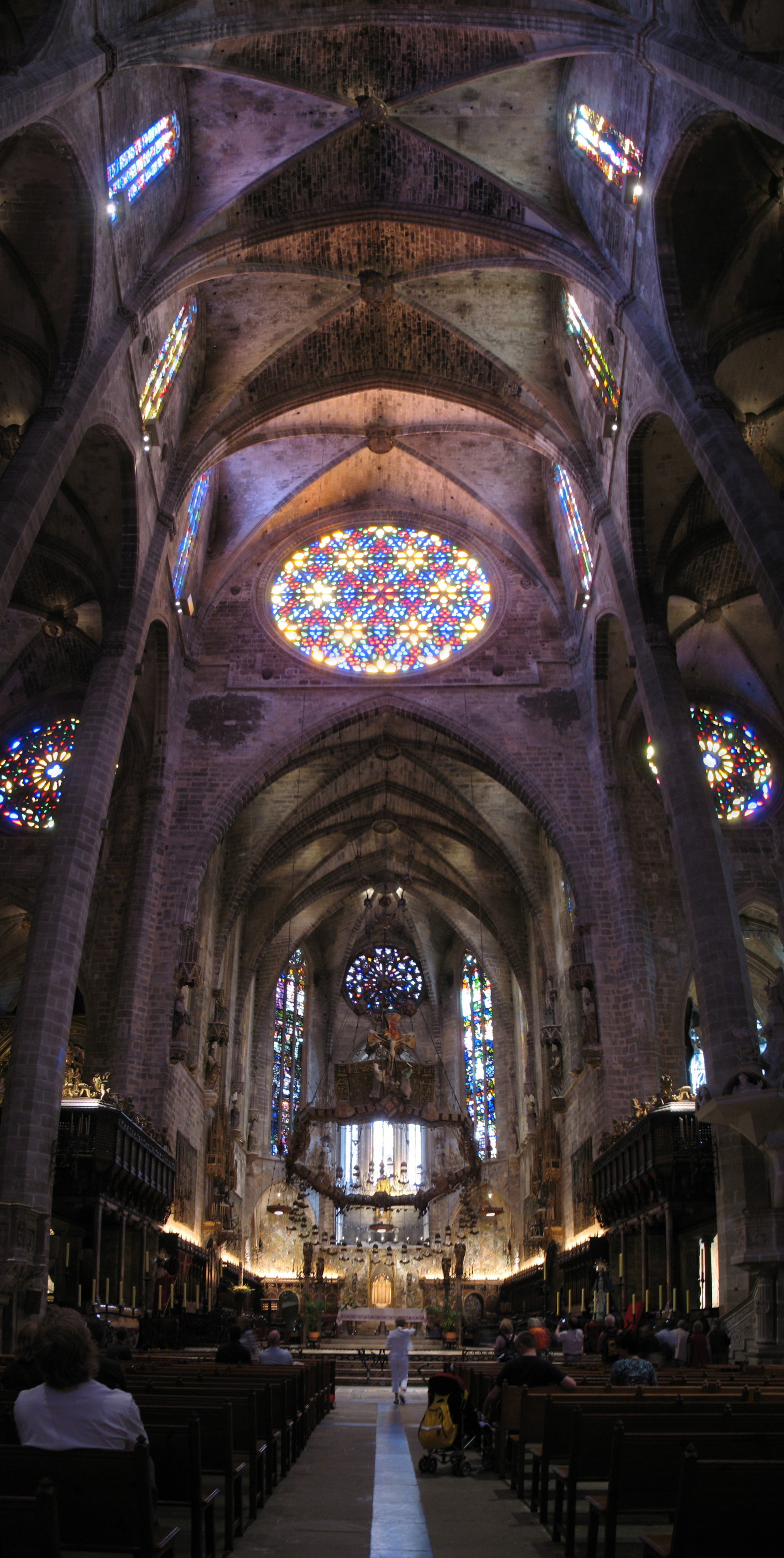
Interior de la catedral

Interiorment, la seu de Mallorca és un edifici amb una planta arcaica de tres naus rectangulars, cadascuna amb el seu absis. No té transsepte ni deambulatori, encara que el creuer es marca en planta, al cinquè tram dels portals laterals, més ample, però no en alçat. L'absis central és molt profund i té dues absidioles.
Els absis i les capelles de la catedral són tots de planta rectangular i passen a una planta pentagonal mitjançant trompes d'angle, que introdueixen dos plans oblics per l'enrasat de la volta, com a les capelles palatines de la capella de Santa Anna del castell de l'Almudaina i Santa Creu del castell dels Reis de Mallorca de Perpinyà. L'excepció en la planta rectangular és la capella que fa d'atri de la sagristia dels Vermells, al segle xiv anomenada capella de Sant Valentí, perquè la paret del fons d'aquest atri és la del campanar i aquesta sagristia és la sala inferior del campanar i aquest té un eix no paral·lel al de la catedral. A les capelles laterals, hi ha cinc finestrals, dos dels quals són cecs, simulats a la paret que forma el contrafort.

### Naus
Les naus tenen vuit trams de 8 m de fondària i les separen set columnes a cada costat. Aquestes columnes són octogonals, només tenen capitell a la banda de les naus laterals i fan més de 20 m d'alçària on reben les grans arcades de 12 m d'obertura, per la qual cosa són les més primes del món, atès que mesuren 1/12 de la llum de nau (a la catedral de Reims els pilars mesuren 1/6) i fan la mateixa sensació que les columnes de Santa Maria del Mar de Barcelona, també octogonals. La nau central té 44 metres d'alçària i les laterals, 33 metres (la central té, doncs, un 50% més d'alçària que les altres, aproximadament). Les naus laterals tenen una capella per tram i al mur que tanca cada tram de la nau central i de les naus laterals hi ha un vitrall. La llum que entra per aquests vitralls i per les quatre rosasses caracteritza l'interior de la seu, com a Santa Maria del Mar.
Les voltes de les naus, dels absis i de les capelles són de creueria a quatre bandes, amb l'excepció de l'interior del portal de l'Almoina, que té una volta d'aresta, i les capelles obertes al segle xviii a l'interior de la façana. Les naus laterals es troben entre els contraforts que també aguanten la central.
Joan Rubió Bellver, arquitecte de la catedral, descrivia els seus trets més principals a principis del segle xx d'aquesta manera:
| « | La catedral de Mallorca és sens dubte la que amb més petita quantitat de materials vistos des de l'interior, enclou dintre d'ella un volum més gran d'espai útil. De tots els edificis construïts en estil gòtic, per ésser el que té la nau lateral més alta, la nau central més espaiosa i les columnes més altes i més primes, és sens dubte el que amb més aprofitament per a l'organització de l'edifici, ha utilitzat els mitjans constructius de l'art gòtic. | » |
| — Joan Rubió Bellver:Conferència sobre els conceptes orgànics, mecànics i constructius de la catedral de Mallorca (Barcelona, 1912) | |   |

### Rosassa

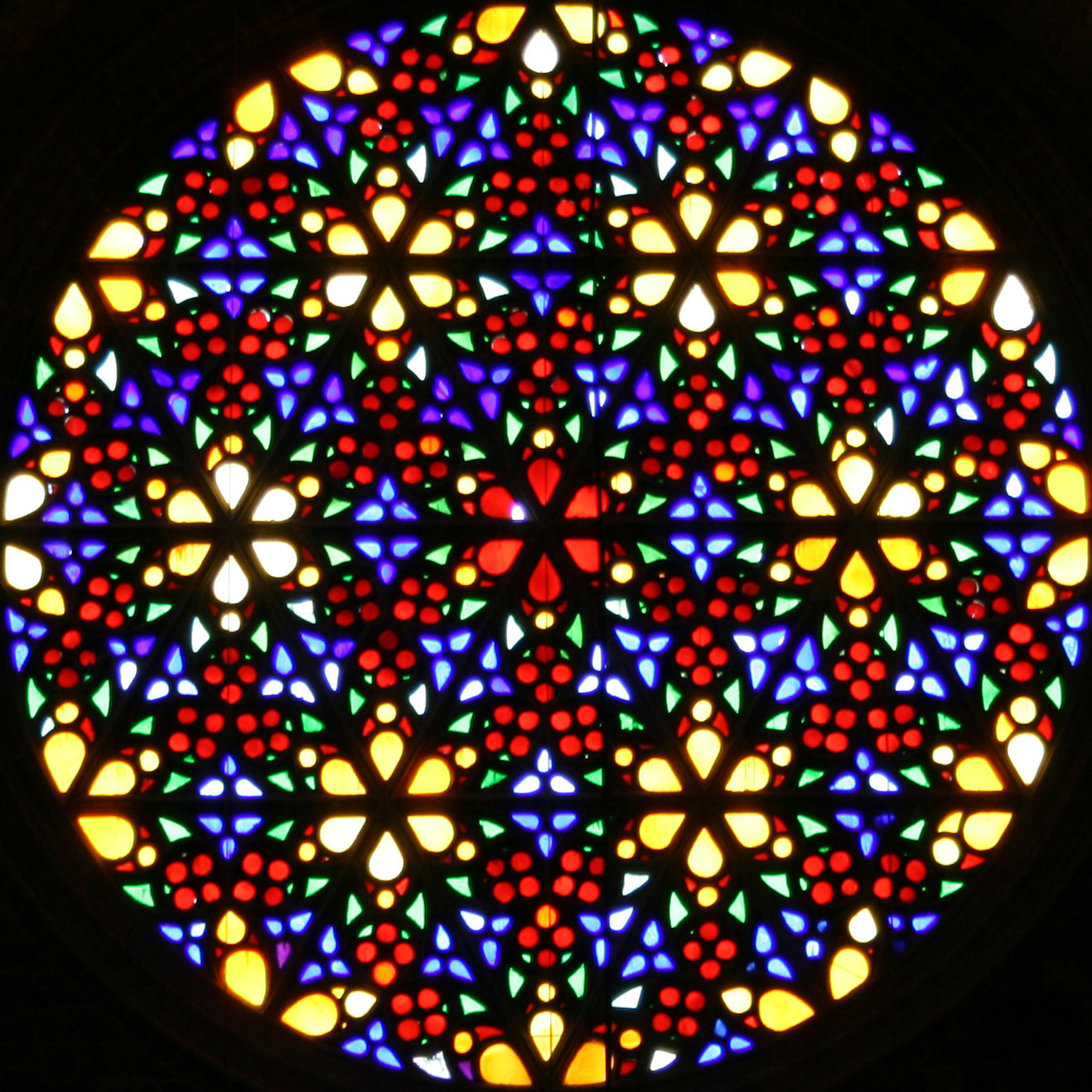
Rosassa

Els tres absis són més baixos que les naus; i la capella de la Trinitat, més baixa que la capella Reial. Aquesta diferència es resol mitjançant una rosassa al mur. La rosassa de damunt l'absis principal es troba a 30 m d'alçària, fou construïda el 1370 i tancada amb vitralls el 1599. Té un diàmetre de 13,3 m, per la qual cosa és gairebé tan ampla com la nau central i arriba fins a la volta, i amb 97,5 m² és la rosassa gòtica més grossa del món (juntament amb la de la catedral d'Estrasburg, que té un diàmetre de més de 15 metres). Els nervis principals del trepat dibuixen una estrella de David, mentre que les rosasses dels absis laterals tenen un trepat d'estil flamíger.

### Capella Reial i panteó dels reis de Mallorca
Jaume II de Mallorca va demanar, en el seu testament de 1306, ser enterrat en una capella dedicada a la Trinitat que s'edificaria a la catedral:
| « | Item volumus et mandamus quod in dicta eclesia Beata Mariae Sedis Majoricarum, in loco denentis constructur una capella intitulada Santae et Individuae Trinitatis et ibi sit spacium sufficiens ad sepulturas ubi volumus sepelire. | » |

Encara que a principi del segle xiv va ser precisament per aquesta capella per on es van començar les obres de la catedral –junt amb el presbiteri que a la documentació s'anomena com a «cap nou» i actualment com a capella Reial–, segurament que a la mort del rei l'any 1311 la capella no estaria finalitzada. Les obres es van fer durant el regnat de Sanç I i Jaume III.

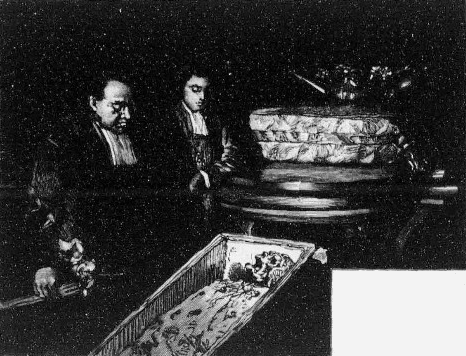
Exhibició del cadàver de Jaume II, segons gravat de Gaston Vuiller

L'absis central, o capella Reial, té tres trams amb l'escut dels Quatre Pals i el de la ciutat de Mallorca a les claus de volta i el dels Quatre Pals repetit pels murs. Al fons hi ha la cadira episcopal (1346), de marbre blanc de Carrara amb daurats afegits per Antoni Gaudí. Darrere aquest tron s'obrí, a set metres d'alçada del sòl la capella de la Trinitat, és de dues plantes, una alta oberta a la nau central que es va realitzar amb arcosolis en els seus murs preparats per acollir les sepultures reials. Aquest santuari elevat, semblant al de l'església de Santa Creu de Palma i a les dues plantes de la capella palatina del castell dels Reis de Mallorca de Perpinyà, és de dos trams.
Fou construït com a panteó familiar de la dinastia privativa de Mallorca, i des de 1947 hi ha els cenotafis de Jaume II i Jaume III de Mallorca, fetes per l'escultor Frederic Marès i Deulovol. Anteriorment, el sarcòfag de Jaume II era un atractiu pels visitants, als quals s'oferia d'obrir-lo i mostrar el cadàver. Sovint el cadàver era confós amb el de Jaume I, pel fet que aquest era més recordat pel poble mallorquí; aquesta confusió la pateix Juli Verne a la seva novel·la Clovis Dardentor (1895).
L'altra planta baixa està a vuit metres de profunditat i va deure ésser pensada en origen com a cripta i que s'utilitza actualment com a sagristia.

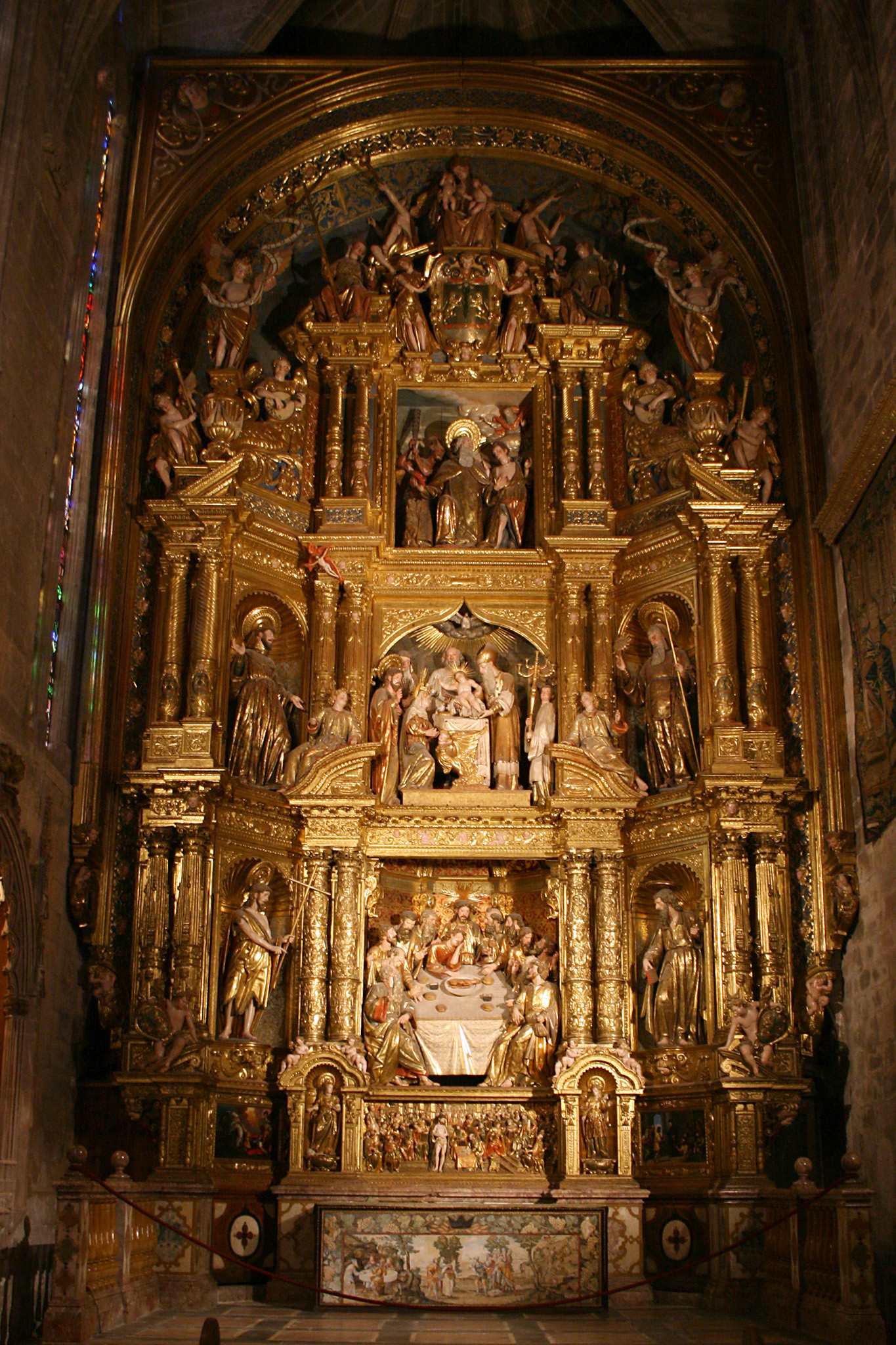
Retaule del Corpus Christi.

### Capelles
Els retaules de les capelles corresponen a tots els estils. Hi ha el de la capella Reial que és gòtic, i és atribuït a diferents autors (Pere Morei i el seu deixeble Llorenç Tosquella jove); és el millor de la seu, i actualment està col·locat al mur interior del portal del Mirador, restaurat el 2011. El de l'antiga capella de Sant Pere, obra de Miquel Barceló, és contemporani. El de la capella de Sant Jeroni és d'estil plateresc. Del barroc, hi ha el de la capella del Corpus Christi, a l'absis de la nau de tramuntana, que és una obra de Jaume Blanquer; justament darrere aquesta obra està enterrat el seu autor, segons una descoberta realitzada després d'unes obres de restauració del retaule. A més dels retaules de sant Benet, sant Sebastià i sant Martí, seguint amb aquest recorregut estilístic hi ha el de la capella de la Mare de Déu de la Corona que pertany al xorigueresc; el neoclàssic el trobem a l'obra de Miguel de Petra (1790-1794) que realitzà el de la capella del baptisteri i el neogòtic queda reflectit en el retaule d'alabastre de la capella de Sant Bernat, obra de Joan Rubió i Bellver (1913-1921). Són remarcables també les reixes de les capelles, com la de Sant Josep que és gòtica.

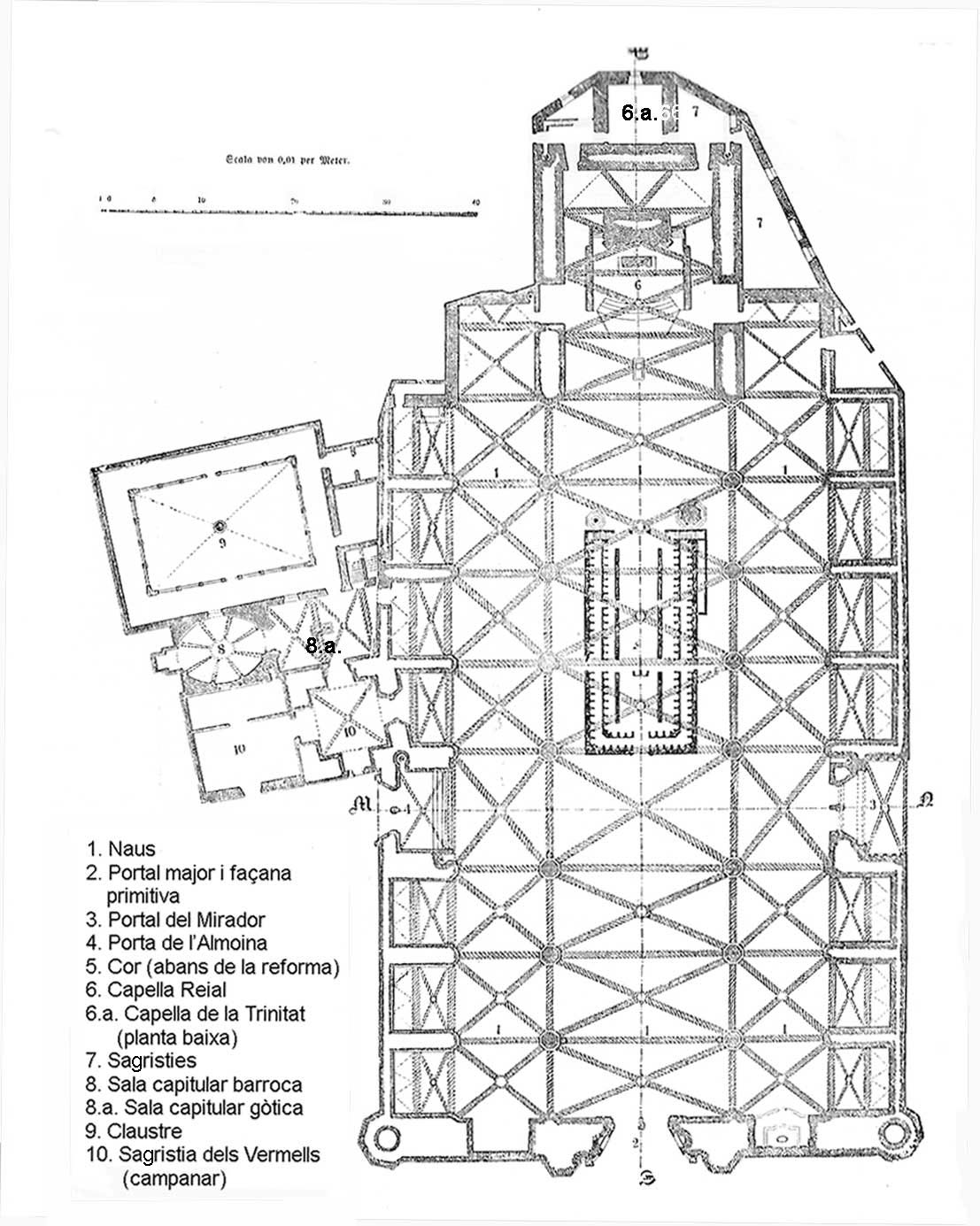
Pla de la catedral de Mallorca, procedent de Ludwig Salvator von Österreich-Toskana (+1915), «Die Balearen in Wort und Bild geschildert», Leipzig, 1882.

### Monuments sepulcrals
Hi ha també tombes notables, com les gòtiques dels bisbes Ramon de Torrella (capella del Corpus Christi), Antoni de Galiana (capella de la Mare de Déu de la Corona) i Berenguer Batle (capella de Santa Eulàlia), la plateresca del bisbe Arnau Marí de Santacília (capella del Sant Crist) i dels lul·listes Pere Joan Llobet (+1460) i Beatriu de Pinós (+1484) (capella del Sagrat Cor); barroques, com la del bisbe Panyelles (capella de Sant Benet); neogòtiques, com la de Julià Fontirroig; o neoclàssiques com la de Pere Caro i Sureda, també al mausoleu del marqués de la Romana, realitzat el 1814 per Josep Folch i Costa en clar estil romàntic.

### Trones i cor
Destaquen les trones obra de Juan de Salas (1529-1531), situades originalment a la nau central, amb el cor, el portal del cor, del mateix autor, ara a l'antecapella de la sagristia. Hi ha un nou púlpit col·locat al costat de l'Epístola de l'altar major dissenyat per Antoni Gaudí a començaments de segle.
El primer cor que va tenir el temple va ser una obra del segle xiv de l'artista Arnau Campredon que va quedar pràcticament destrossat en esfondrar-se un arc de la nau central el 1490. El pròxim cor es va finalitzar el 1536 en estil renaixement i on van treballar els mestres francesos Antoine Dubois, Philippe Fillau d'Orleans i l'aragonès Juan de Salas. El cadirat del cor està fet de fusta de roure amb els respatllers gravats i consta de cent deu cadires. El 1904 Antoni Gaudí va traslladar i va reorganitzar el cor a tots dos costats del presbiteri en dos nivells i en dues fileres, col·locant al centre la càtedra episcopal i realitzant unes tribunes en alt per als cantors.

## Exterior

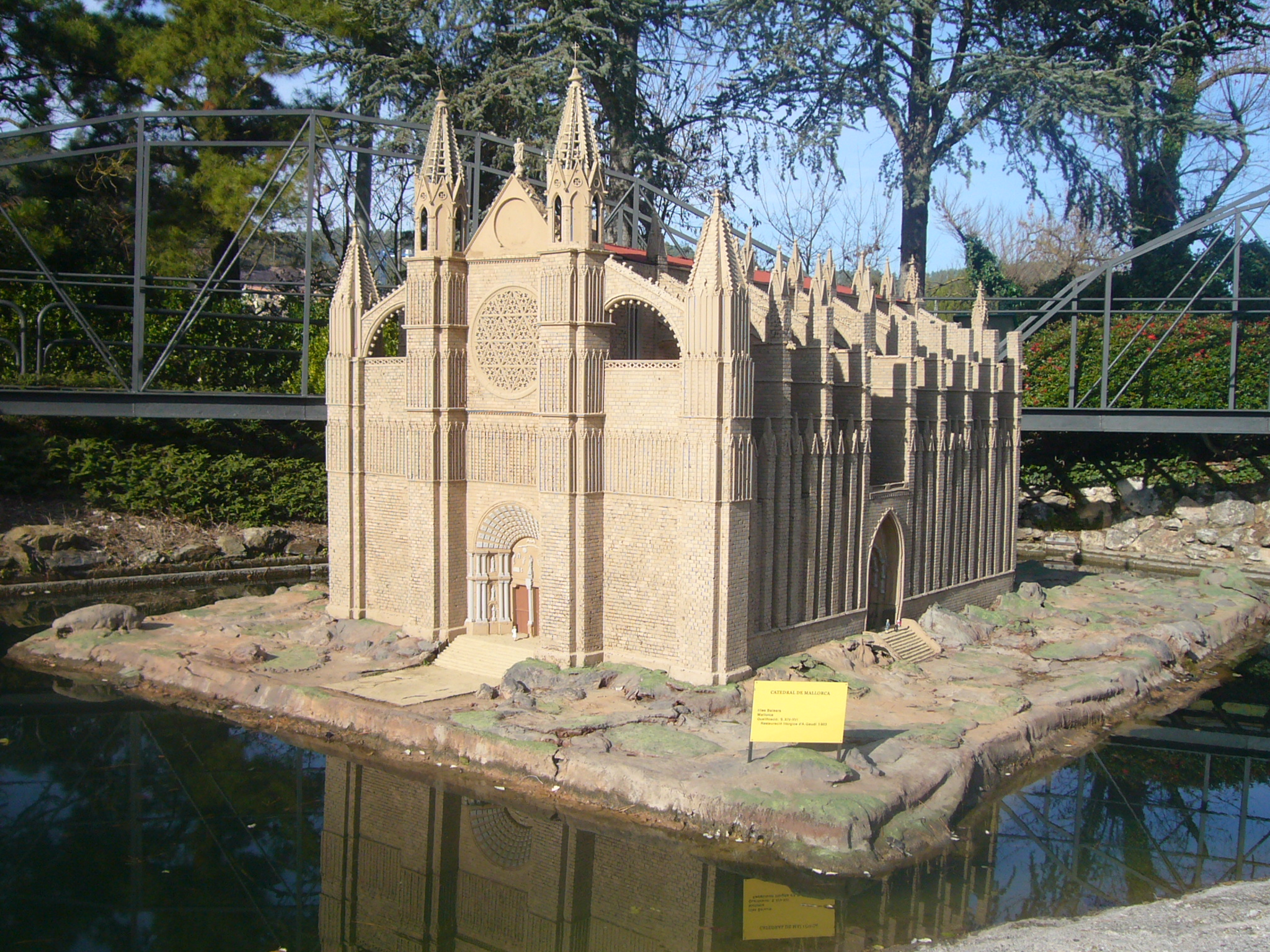
Maqueta de la catedral al parc temàtic Catalunya en Miniatura.

### Façanes laterals
Exteriorment, l'edifici és compost de tres cossos, de llevant a ponent i segons l'ordre de construcció, cada cop més alts: primer, la capella alta de la Trinitat, només amb dues finestres altes estretes com a sageteres al costat i tres finestrals al cap; segon, la capella Reial o absis major, amb tres grans contraforts a cada banda i dos al cap, sense pinacles, a banda i banda de la qual hi ha els absis de les naus laterals, prou més baixos, amb dos contraforts a cada banda i dos al cap; i, tercer, la tirada de les naus, dividida pels grans contraforts paral·lepipèdics, entre els quals hi ha les capelles, cadascuna amb dos contraforts menors, és a dir 8 de majors i 14 de menors, a migjorn, perquè a tramuntana hi ha adossada la torre del campanar). Entre els contraforts hi ha els finestrals de les capelles, a baix, i de la nau central, a dalt.

#### Arquitectura vertical

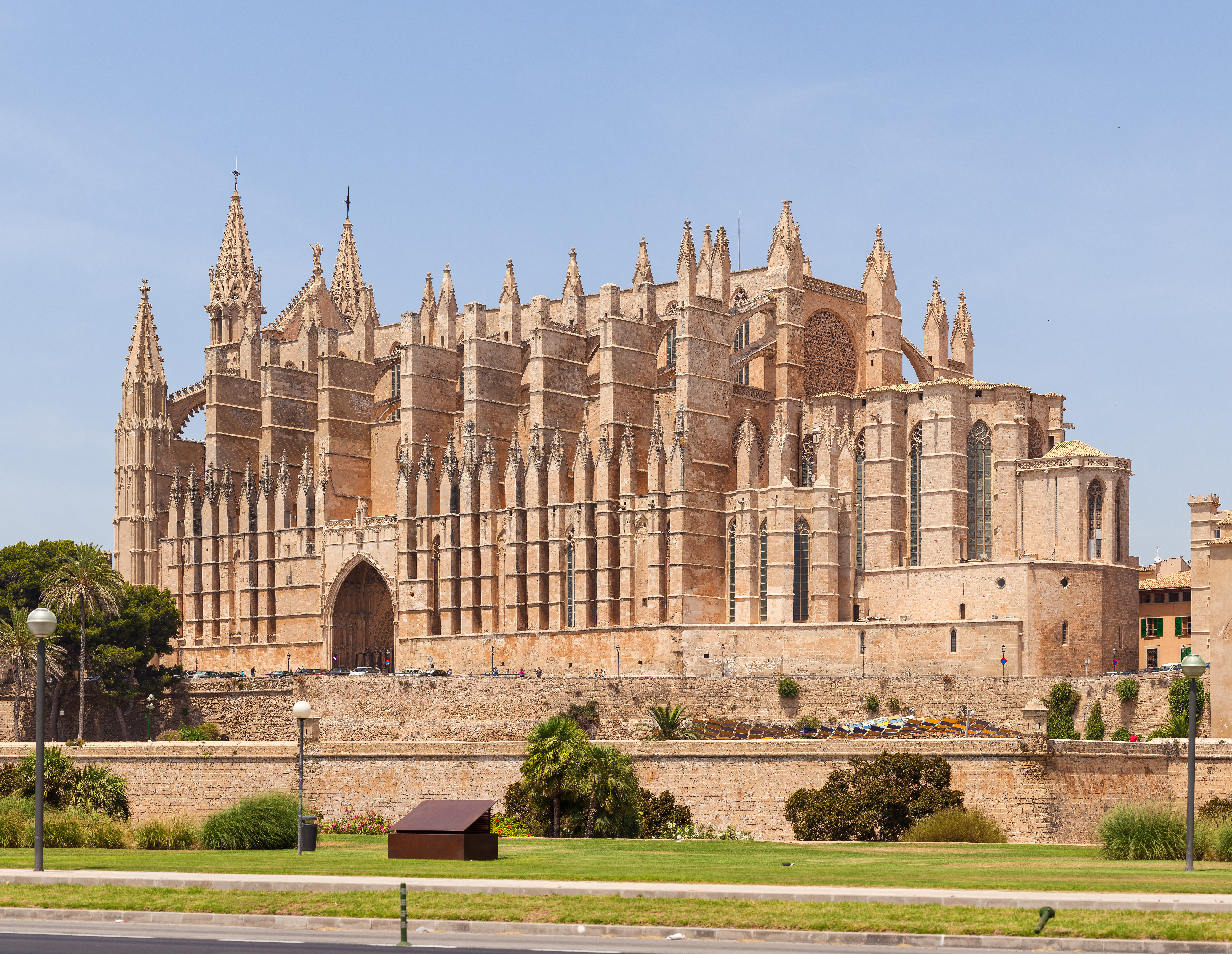
Imatge de la façana de migjorn, on es veuen els diferents cossos de l'edifici.

Verticalment, l'edifici és format, de baix a dalt, per tres cossos:
El primer cos compta amb l'única obertura dels finestrons quadrangulars de les sagristies de les capelles i un gran portal al mig, el del Mirador, a migjorn, i el de l'Almoina, a tramuntana.
El segon cos té l'alçada dels absis de les naus laterals i del portal del Mirador. Està separat del cos inferior i del superior per una imposta que recorre tot l'edifici i també el campanar. Aquest segon cos està ritmat, al seu torn, per tres impostes (en total, cinc) situades a les cares exteriors dels contraforts majors i menors, però no del campanar. Davall la imposta superior, a cada contrafort menor, hi ha una gàrgola que treu l'aigua de la terrassa de les capelles.
El tercer cos el formen els pinacles, tots de la mateixa altura, situats damunt els contraforts menors o embotits als contraforts majors. El tercer cos el constitueix la part superior dels contraforts majors i comença amb una imposta que corre, a l'altura del cimal dels pinacles menors, pels costats exteriors dels contraforts. Només hi ha pinacles a les capelles de migjorn mentre que a tramuntana hi ha el pilar dels pinacles només a la primera capella de llevant. A les cares laterals dels contraforts majors hi ha una imposta que surt del peu de l'agulla del pinacle embotit. A partir d'aquesta imposta, tres impostes més divideixen el contrafort en quatre trams, iguals els tres inferiors i més petit el superior. Aquest darrer és limitat per una motllura com les de les altres impostes que, en el primer contrafort de la banda de llevant, separa els dos pinacles que els coronen i que són units per una claraboia de quatre roses. Els altres contraforts de migjorn acaben amb el pilar del pinacle sense agulla, que arriba fins a la rima de la nau central. A la banda de tramuntana és complet el pinacle de l'interior i de l'altre només hi ha el pilar, però, llevat del primer contrafort, cap no té cresteria.

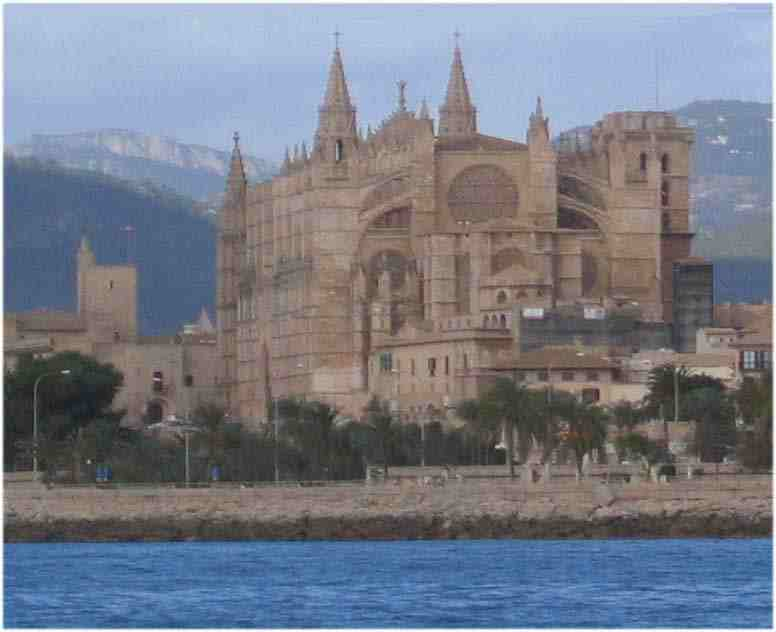
Seu de Mallorca en una vista des del sud-est

#### Arcbotants
La cara de dalt de l'arcbotant superior està alineada amb la cara superior del contrafort que el rep i la part inferior de l'arc boterell de baix arriba fins a la part superior de la nau lateral. Quan la coberta era de terrada, es desaiguava per una canaleta que va per damunt l'arc boterell superior i per damunt el contrafort, travessant els pinacles, fins a una gàrgola situada a l'altura de la darrera imposta.

#### Impostes
Les impostes del segon cos continuen pels contraforts dels absis laterals. Aquestes impostes i les del cos següent, format per la continuació dels contraforts majors, continuen pels contraforts de l'absis de la nau central o capella Reial. L'únic cos sense impostes és la capella de la Trinitat. Les impostes dels absis menors només continuen als quatre contraforts més propers i als següents desapareix la imposta de sota les gàrgoles. Just damunt la darrera imposta dels contraforts de la capella Reial hi ha una gàrgola.

### Coberta
La coberta actual és de teulada, però primitivament era una terrada de trespol. L'any 1984 es mudà l'estructura de fusta per una de metàl·lica.

### Segona reforma de la façana de ponent

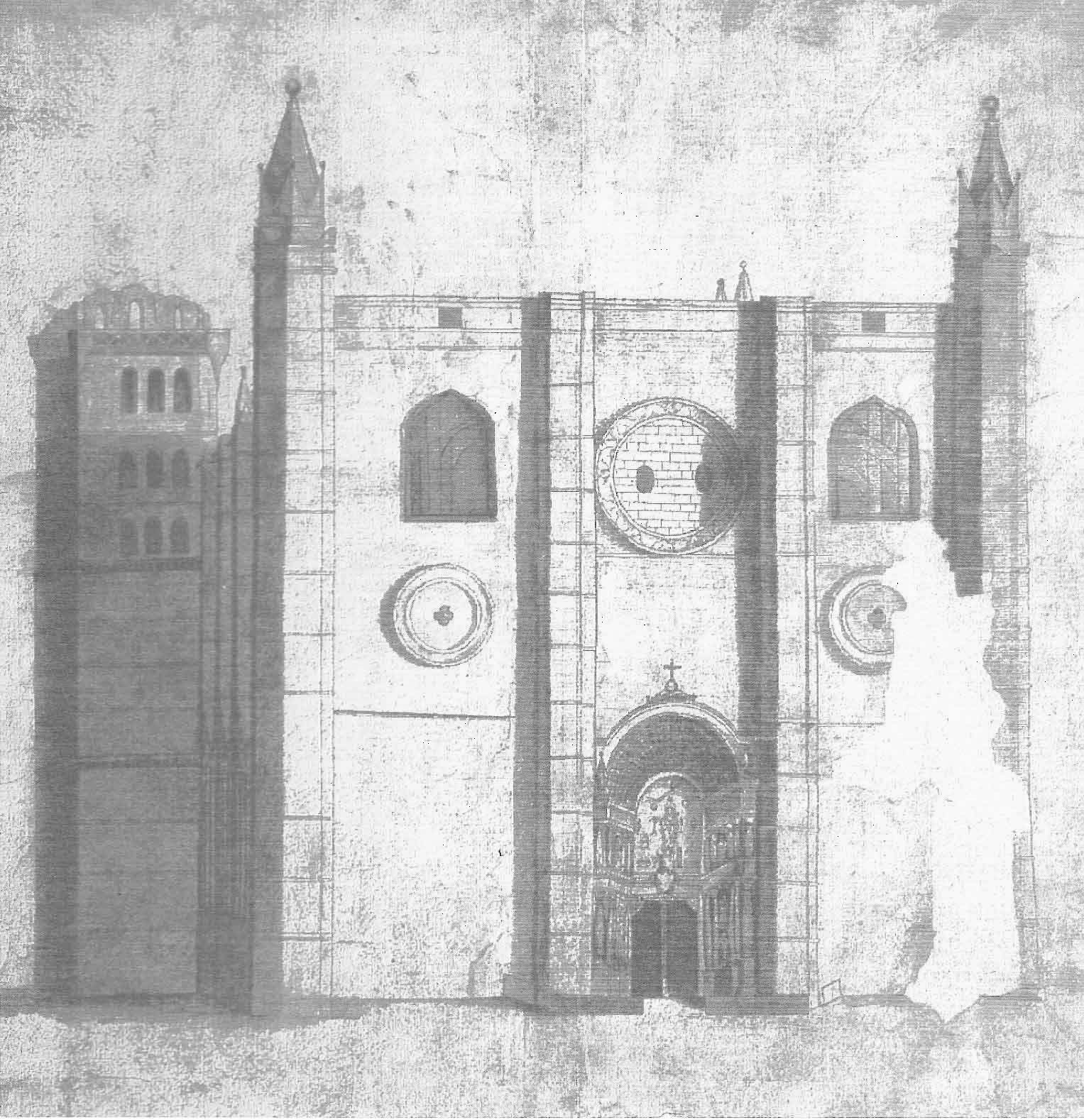
Façana original de la Seu de Mallorca després de la primera reforma (Dibuix de la Casa Almoina, Palma).

Amb l'excepció del portal major, la façana de ponent no és l'original, sinó que és obra del segle xix, construïda en estil neogòtic francès per solucionar la inclinació progressiva de l'anterior des de feia dos segles i després que aquella l'any 1851 s'hagués esquerdat per un sisme. L'autor de la nova façana o enfront fou Jean Baptiste Peyronet, que sembla que s'inspirà en la façana del transsepte de la catedral d'Orleans. Joaquín Pavía Birmingham modificà després les agulles i el frontó. La façana antiga s'havia acabat al començament del segle xvii.

#### Arquitectura
L'estructura de la nova façana de ponent es basa en la de l'edifici, com l'antiga: quatre torres, dues de laterals i dues de centrals, més altes, que volen separar les tres naus, acabades en agulles, encara que les torres centrals no estan alineades amb les columnes de l'interior. Les torres centrals s'uneixen a les laterals amb un gran arc boterell a cada banda i al mur interior s'obrin tres rosasses que es corresponen amb les de llevant, encara que la central és més petita que la de l'absis i a l'exterior les laterals foren tapades i substituïdes per un finestral cec trepat. Aquesta façana nova és, doncs, semblant en l'estructura a la de l'altre cap de l'edifici a l'altura de la rosassa, sols que on a llevant hi ha l'arc de la capella Reial, a ponent hi ha el portal major manierista.
Com a acabament final central d'aquesta façana a l'última reforma de finals del segle xix, es troba un frontó amb un gran relleu circular realitzat per Marc Llinàs que representa l'Assumpció de la Mare de Déu amb el sepulcre buit i un àngel sostenint la seva tapa, envoltada tota l'escena per un grup d'apòstols. Sobre aquest relleu va ser encarregada a l'escultor Lluís Font i Martorell, per al coronament de la façana, la figura exempta de Maria a la seva ascensió als cels, que per la seva altura i a causa de les cornises de la façana és poc visible.

## Portals

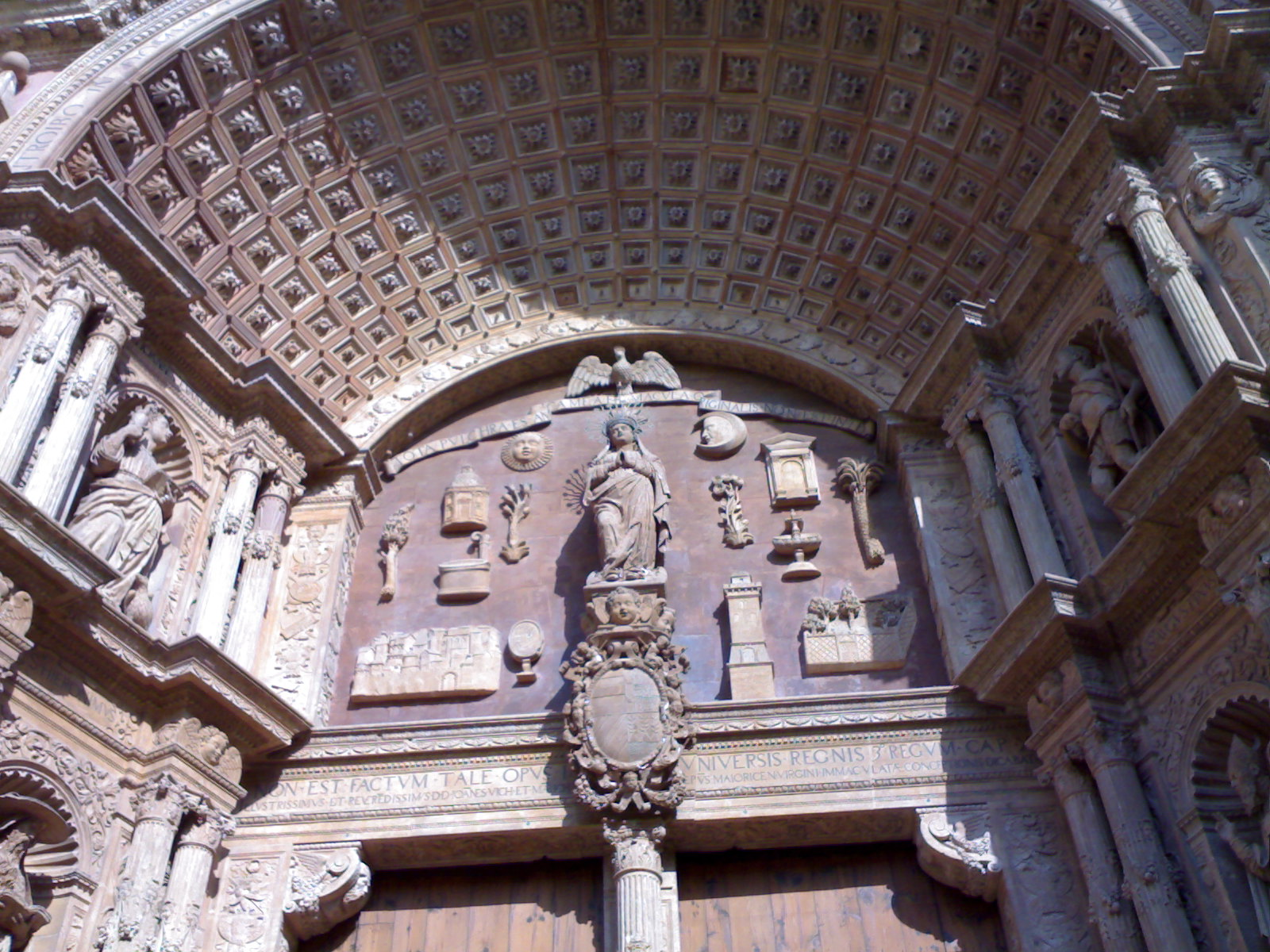
Detall del portal Major

Té tres portals, el major i els laterals, aquests situats al cinquè tram de les naus del temple, que és el més ample.

### Portal Major
Aquest portal situat enfront del Palau de l'Almudaina va ser construït entre 1594 i 1601, en estil plateresc o manierista realitzat per Miquel Verger i finançat pel bisbe Joan Vic i Manrique. Malgrat el terratrèmol sofert el 1851 que va destrossar la façana, el portal es va aconseguir de salvar. Finalment es va acceptar un projecte de l'arquitecte Jean Baptiste Peyronnet de 1854 en un estil neogòtic i que va ser acabada l'obra per Miquel Rigo Clar i Joaquín Pavía Birmingham el 1884. Sobre el gran mainell que parteix la porta es troba la imatge de la Mare de Déu amb atributs sobre el fons de la Lletania Lauretana: el sol, la lluna, les estrelles, arbres, pous, una casa. L'escultor Guillem Galmés va realitzar, entre 1879 i 1888, diverses escultures per a aquesta façana entre les quals destaquen les imatges de santa Caterina Tomàs i Ramon Llull.

### Portal de l'Almoina
El portal de l'Almoina situat a tramuntana al costat de la torre del campanar és d'estil gòtic. Té un timpà amb la imatge de la Immaculada Concepció i és l'accés normal de la catedral.

### Portal del Mirador
Aquest portal antigament anomenat dels Apòstols, està situat a migjorn mirant al mar i ha estat construït en estil gòtic per diferents escultors. La porta està partida per un mainell amb una imatge de la Mare de Déu amb l'Infant, d'obra Pere Morey l'original es conserva al museu diocesà i substituïda al portal el 1917 per una còpia de Guillem Galmés. El timpà es troba dedicat a l'Eucaristia representada per «l'últim sopar» realitzat per Jean de Valenciennes. La tradició conta que el tema va ser seleccionat pel gran nombre de jueus conversos que habitaven Palma. La idea era, sense exposar cap tema de l'Antic Testament, mostrar un tema cristià com la transformació del pa i el vi. Els apòstols sant Pere i sant Pau que són a tots dos costats del portal són obra de Guillem Sagrera. Té una gran ornamentació amb motius vegetals, geomètrics i animals fantàstics.

### Campanar

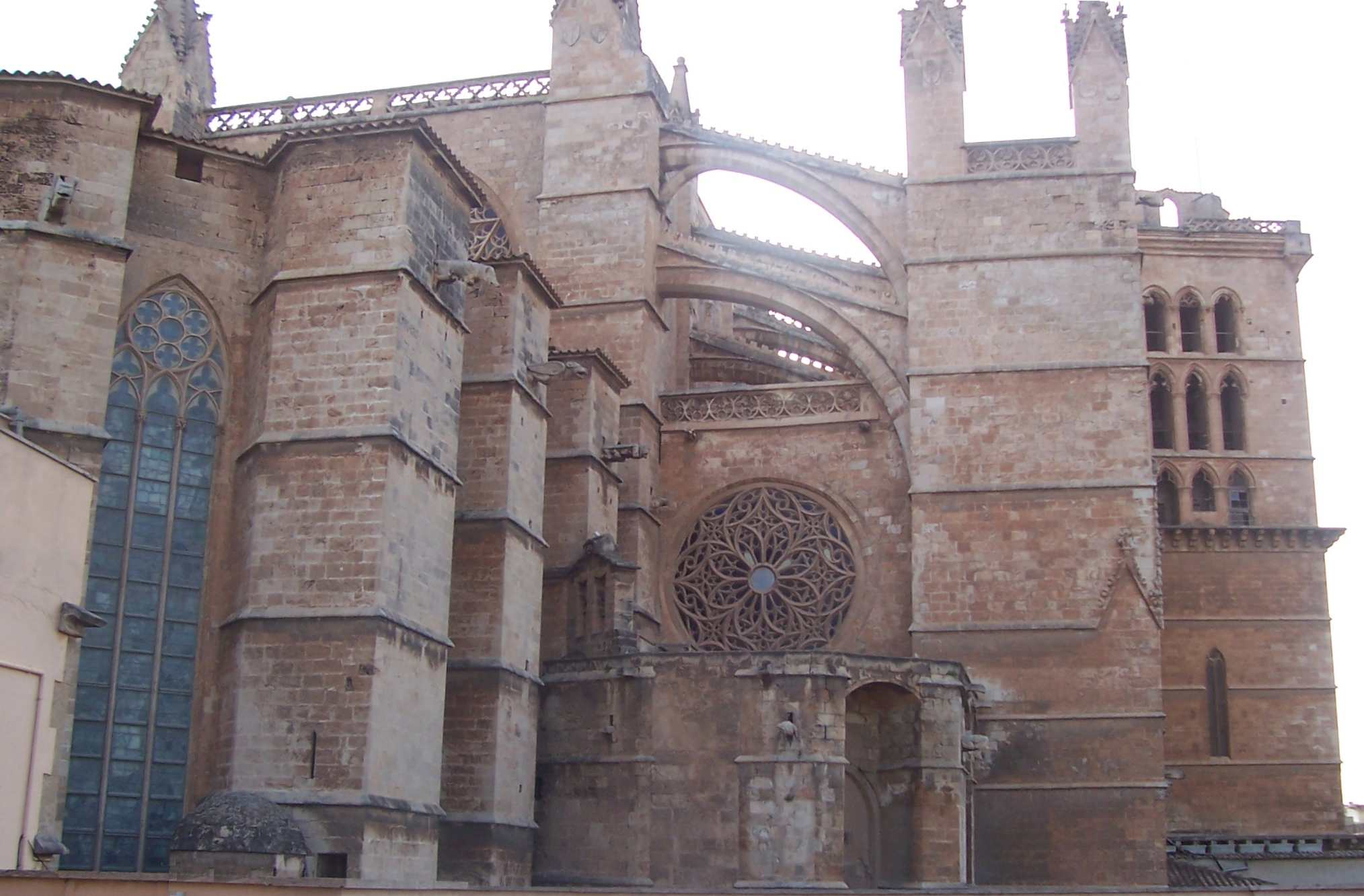
Seu de Mallorca des de l'absis, amb el campanar a la dreta

El campanar té una alçària de 48 metres i és de secció quadrangular (com el de la seu de Manresa, que és una mica més alta, 50 metres, però que és més modern). El seu eix no està alineat amb el de la catedral, per la qual cosa se suposa que s'aixeca en els fonaments d'un edifici anterior, tal volta el minaret d'una mesquita anterior i ben segur adossada al mur de la mesquita, que tenia una alineació diferent. D'altra banda, el campanar, a la part inferior té un aire de torre fortificada, amb grans permòdols de Matacà, que s'han relacionat amb la precarietat de la conquesta durant els primers anys, de manera que seria anterior a la mateixa catedral, començada al segle xiv, segurament correspon a una campanya constructiva del segle xiii. Aquesta cornisa amb matacans separa els dos cossos del campanar, el primer dividit per línies d'impostes i el segon format per tres pisos, marcats també per impostes, cadascun amb tres finestres ogivals a cada costat. Dins el primer cos, amb volta de creueria, hi ha la sagristia dels Vermells.
A dalt no hi ha cap agulla ni piràmide sinó una estructura de contraforts amb forma d'estrella. A l'interior hi ha 9 campanes, vuit actualment són mogudes per motors elèctrics (na Bàrbara, n'Antònia, na Mitja, la Nova, na Tèrcia, na Picarol, na Prima i na Picabaralla), però no la principal, n'Eloi. El diàmetre interior d'aquesta és d'1,98 m i l'alçada interior és d'1,36 m i actualment només és voltada pel Corpus Christi i amb motiu del traspàs del papa i del bisbe de la diòcesi. Des de 1594 i fins al regnat de Carles III, existiren els eloiers, 13 o 14 campaners encarregats de voltar les campanes, que tenien franquesa i estaven exempts del servei militar.
El joc de campanes de la catedral de Mallorca és absolutament excepcional. Cap a 1312 van fer una sèrie d'almenys sis campanes, foses per un autor encara desconegut, de les quals les cinc menors han arribat fins als nostres dies; es tracta, sense dubte, del més ample i antic conjunt de campanes gòtiques conservat en totes les catedrals d'Europa. La major d'aquestes sis, N'Antònia, ja fou refosa, «330 anys després», en 1642. És una de les tres campanes grans.

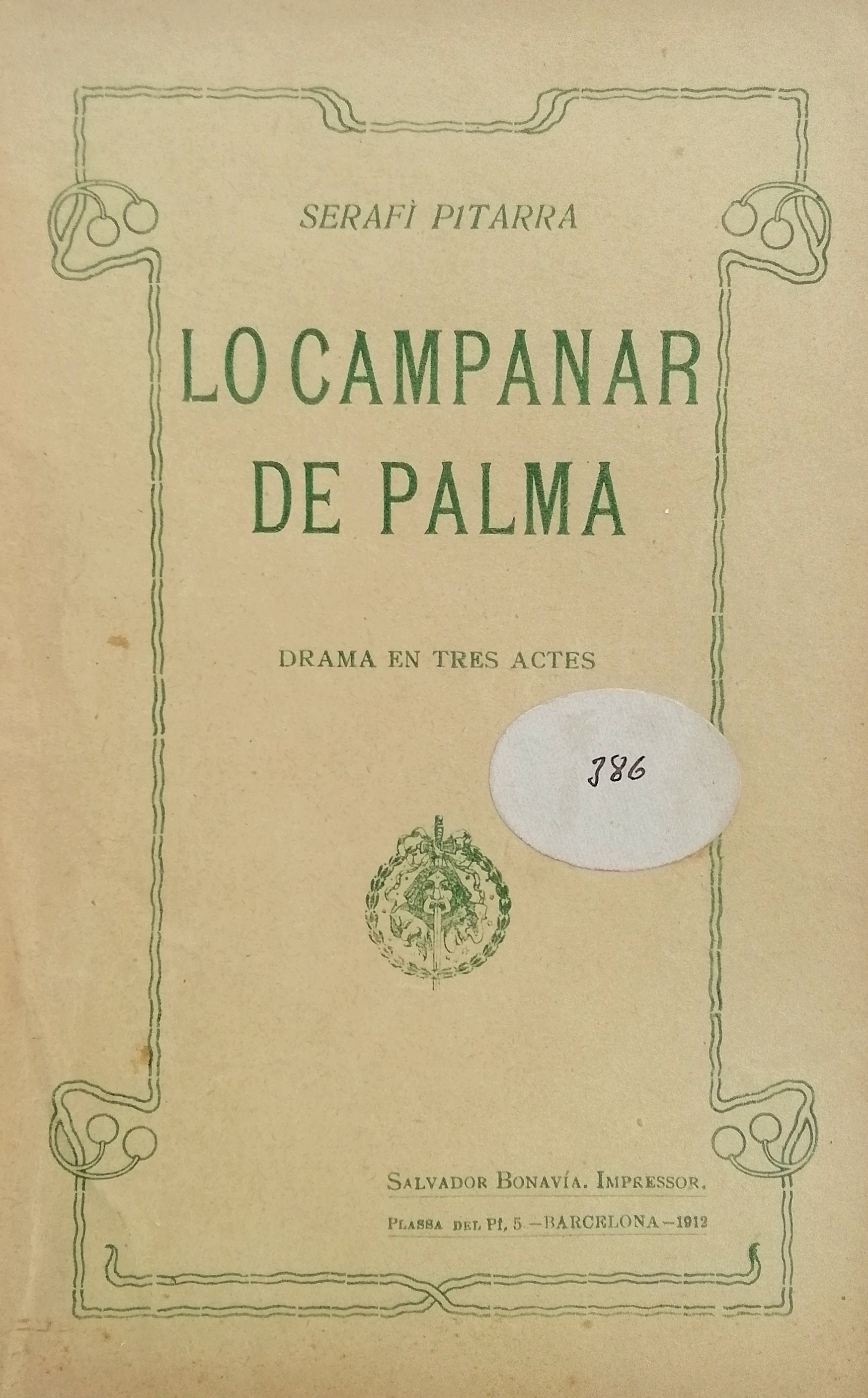
Lo campanar de Palma, drama en tres actes de Serafí Pitarra, situat al campanar de la Seu, l'any 1349 durant el regnat de Pere III el Cerimoniós. Edició publicada l'any 1912

Na Bàrbara, de 1765, és encara major. Tanmateix, serà N'Eloi, amb 2 metres de diàmetre, la major, la més nova, la qual està envoltada de mítiques referències. No en va és, de les 40 campanes més grans de les catedrals d'Espanya la major en moviment; les altres 10 que van per davant d'ella, estan immòbils.
Els tocs antics, ben documentats, desaparegueren per la seua complexitat i pel nombre de campaners que calien per sonar-los: dotze per N'Eloi; quatre per Na Bàrbara, dos per N'Antònia i sis mes per les altres campanes. Vint-i-quatre o vint-i-cinc persones unides per produir, en aquells dies del Corpus, una música antiga com la catedral, i que emmarca des de fa segles, els actes rituals i quotidians de la Ciutat de Palma.
Amb el temps, les campanes anaren perdent la seua veu, i una de les cinc antigues fou apartada, en espera de noves tecnologies que li permeteren retrobar la seua veu secular, substituïda provisionalment per una nova, de veu ben distinta. També foren canviats els jous de fusta, ara conservats en altres sales del campanar, substituïts per contrapesos de ferro, molt més senzills i de distinta sonoritat. Les mans dels campaners foren canviades per motors continus: una tecnologia ara superada, però en el seu moment la millor existent. Amb tant de canvi només quedava la campana major, N'Eloi, reservada pels tocs manuals.

## Annexos

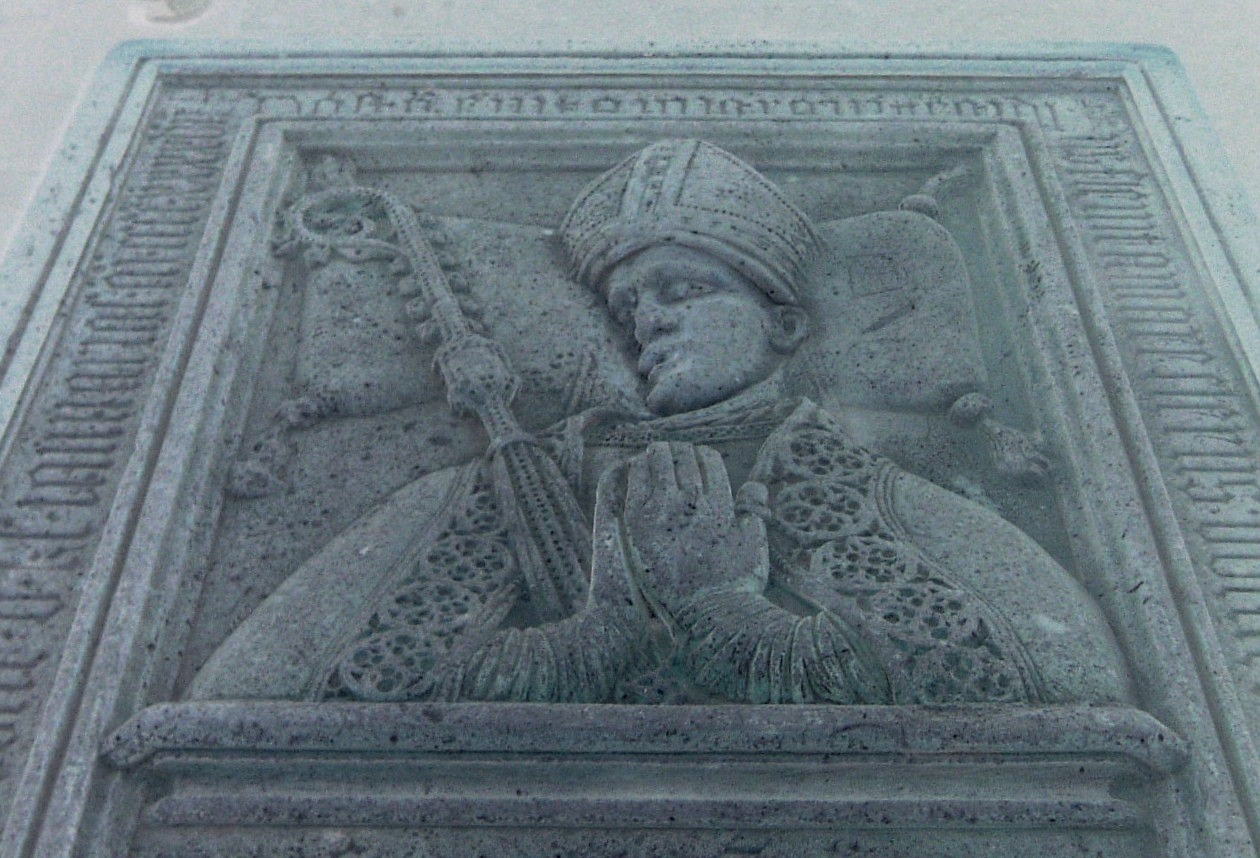
Làpida de Climent VIII de Peníscola

Cal destacar la sala capitular gòtica, obra de Guillem Sagrera. És de planta trapezoïdal, amb dos trasts amb volta de creueria rectangular i un amb volta triangular. A una de les claus de volta hi ha l'escut del bisbe Lluís de Prades i d'Arenós.
Al mig de la sala hi ha la tomba de Gil Sánchez Muñoz i Carbó (Climent VIII de Peníscola), successor dimissionari de l'antipapa Pedro Martínez de Luna (Benet XIII). En aquesta sala capitular hi ha la col·lecció de pintura gòtica del museu. A continuació hi ha la sala capitular barroca, acabada el 1701, amb un portal xorigueresc, planta el·líptica, columnes en espiral que aguanten un tambor damunt el qual hi ha una cúpula dividida en vuit paraments separats per nervis que pugen des de les columnes i amb un ull de bou a cadascun i una decoració vegetal en relleu que la tapa tota. A l'est del campanar hi ha el claustre barroc, que substitueix el que ocuparen les tres naus des dels portals laterals al major. Adossada al campanar, a la banda contrària de la catedral, hi ha la Casa de l'Almoina, d'estil gòtic tardà, construïda el 1539 per un deixeble llunyà de Guillem Sagrera, és un valuós exemple de gòtic civil i fou un lloc on es distribuïa l'almoina i més endavant, una escola.
També cal destacar la Casa de l'Almoina, edifici annexat a la Catedral per la banda del campanar, localització en la qual, actualment, hi ha instal·lat l'Arxiu Capitular de Mallorca, l'arxiu de la Seu.

## Mobiliari
Cal destacar la custòdia major (1585), gòtica, els dos grans canelobres barrocs d'argent de Joan Matons (1718) i els dos rimmonim procedents de la sinagoga siciliana de Cammarata, venuts pels jueus al mercader mallorquí Francesc Puig el 1493, transformats en crosses del primatxer; la còpia de 1307 del Llibre del Repartiment de Mallorca; i el manuscrit de la versió llatina, amb la seva retraducció catalana, feta per Pere Marsili de la part corresponent a la conquesta de Mallorca del Llibre dels feits de Jaume I el Conqueridor i la col·lecció de tapissos flamencs del segle xvi.

## Trets del gòtic català
La separació horitzontal dels cossos amb línies d'impostes i la divisió vertical amb grans contraforts parel·lepipèdics llisos, entre els quals hi ha les capelles laterals, el poc ús dels arcs boterells, una gran massa exterior, pocs finestrals i un gran espai interior, diàfan gràcies a la gracilitat de les columnes, octogonals, caracteritza el gòtic català. En aquest sentit, els dos edificis més semblants a la seu de Mallorca són, interiorment, Santa Maria del Mar, de Barcelona, pel gran espai i per l'ús de columnes octogonals amb 20 metres d'altura (dos menys que els de Santa Maria) i que les naus entre elles tenen més diferència; i exteriorment, la seu de Manresa, també amb dos arcbotants per contrafort; però amb capelles sense contraforts i amb sols un finestral. La semblança amb la seu de Manresa continua en la situació del campanar, més prim a Manresa.